# Úbočí (Výsluní)
Úbočí, bis 1950 Cibrle (deutsch Zieberle) ist ein Ortsteil der Stadt Výsluní in Tschechien. 

## Geographie
Das Dorf lag einen Kilometer südlich von Výsluní und wurde 1959 abgerissen. Erhalten blieb eine Einschicht im Tal des Prunéřovský potok. Der Rundling Úbočí befand sich im böhmischen Teil des Erzgebirges am südöstlichen Hang der Zieberler Höhe (762 m) über den Tälern der Bäche Zvonící potok, Prunéřovský potok (Brunnersdorfer Bach) und Třebíšský potok (Triebischler Bach) im Naturpark Údolí Prunéřovský potok. Östlich erhebt sich die Poustevna (Schweigerberg, 825 m) und im Süden der Volyňský vrch (Hundskoppe, 727 m). Südöstlich liegt die Burg Hasištejn.
Nachbarorte sind Výsluní im Norden, Sobětice im Nordosten, Vysoká Jedle im Osten, Místo im Südosten, Nová Víska und die Wüstungen Potočná und Pavlov im Süden, Hradiště und Volyně im Südwesten, Rusová im Westen sowie Třebíška im Nordwesten.

## Geschichte

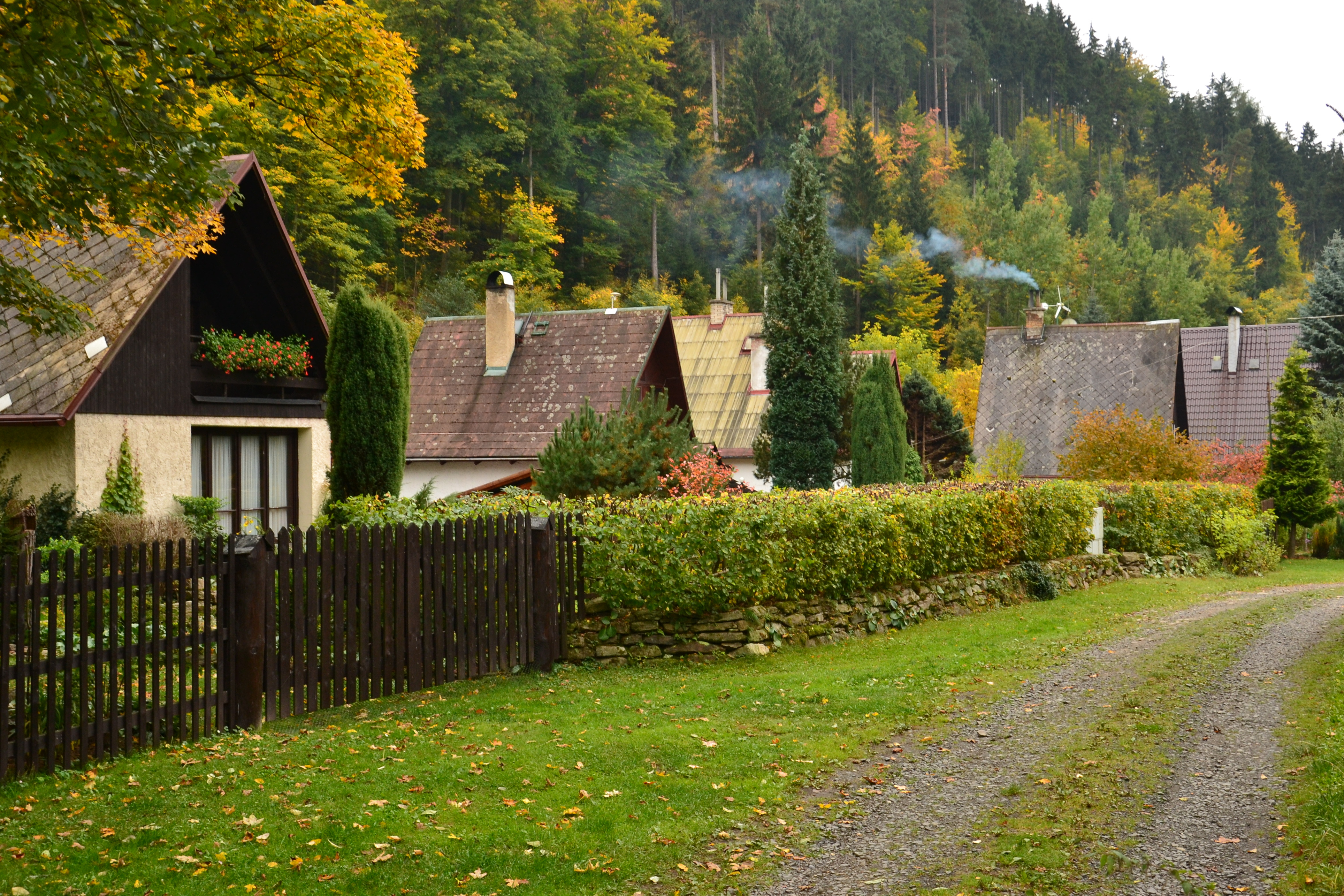
Ferienhäuser in Úbočí

Die erste schriftliche Erwähnung des Ortes erfolgte 1236 als Besitz der böhmischen Krone, der von Kaaden aus verwaltet wurde. Nach der Gründung des Gutes Preßnitz wurde Zieberle diesem untertänig. 1351 belehnte Karl IV. die Herren von Schönburg mit der Herrschaft Hassenstein einschließlich des Gutes Preßnitz. Bei der Teilung des Preßnitzer Gutes in einen Pürsteiner und Hassensteiner Anteil unter den Schönburgern wurde Zieberle 1431 dem Pürsteiner Teil zugeschlagen. Diesen Anteil verkaufte Alesch von Schönburg 1446 an Nikolaus II. Lobkowicz von Hassenstein. Seit der Mitte des 15. Jahrhunderts übte der Erbrichter von Wohlau die niedere Gerichtsbarkeit über Zieberle aus. Bei der Teilung der Herrschaft Hassenstein unter den drei Söhnen Nikolaus II. fiel Zieberle 1490 Bohuslaus Lobkowicz von Hassenstein zu. Bei einer erneuten Teilung der Preßnitzer Güter gelangte Zieberle zum Sonnenberger Anteil. In der Mitte des 16. Jahrhunderts erwarb Bohuslav Felix von Lobkowitz und Hassenstein den Sonnenberger Anteil. 1594 wurden die dem in Ungnade gefallenen Georg Popel von Lobkowicz gehörigen Güter konfisziert. Zu dieser Zeit bestand Zieberle aus fünf Untertanen. Mit der Abtrennung des Sonnenberger Anteils von der Herrschaft Hassenstein wurde Zieberle 1606 an die Herrschaft Preßnitz angeschlossen. Im 17. Jahrhundert entstand im Tal des Brunnersdorfer Baches die Klingermühle. Zu den nachfolgenden Besitzern der Herrschaft gehörten u. a. ab 1826 Otto Victor Fürst von Schönburg-Waldenburg und ab 1832 Gabrielle von Buquoy auf Rothenhaus. Schulort war Sonnenberg. Gepfarrt war das Dorf ebenfalls nach Sonnenberg und der Filialkirche in Wohlau angeschlossen.
Nach der Aufhebung der Patrimonialherrschaften bildete Zieberle ab 1850 eine Gemeinde in der Bezirkshauptmannschaft Kadaň/Kaaden. Zur Gemeinde gehörte auch die Ansiedlung Im Grund, bestehend aus drei Mühlen im Tal des Brunnersdorfer Baches. In den 1890er Jahren wurde die Gemeinde dem Bezirk Preßnitz zugeordnet. Nach dem Münchner Abkommen wurde das Dorf 1938 dem Deutschen Reich zugeschlagen und gehörte bis 1945 zum Landkreis Preßnitz, dessen Auflösung zwar 1939 verkündet, aber bis zum Ende des Zweiten Weltkrieges nicht durchgeführt wurde. Als Teil des Gerichtsbezirkes Preßnitz sollte Zieberle dabei dem Landkreis Kaaden zufallen. 1939 hatte Zieberle nur noch 39 Einwohner und war die kleinste Gemeinde im Landkreis Preßnitz. Nach dem Ende des Krieges kam Cibrle zur Tschechoslowakei zurück und die deutschen Bewohner wurden vertrieben. 1950 erhielt das Dorf den neuen Namen Úbočí und wurde 1951 zum Ortsteil von Výsluní. Die Kapelle am Dorfanger bestand bis 1953. 1959 wurden die Reste des verlassenen Dorfes abgerissen. Erhalten blieben einige Häuser im Tal des Prunéřovský potok, dort lebten 1961 dauerhaft drei Menschen. Nachdem Úbočí gänzlich unbewohnt war, wurde der Ortsteil am 1. April 1967 aufgehoben. Seit mindestens 1970 zählt der Ort keine ständigen Einwohner mehr. Seit 1999 ist Úbočí wieder ein Ortsteil von Výsluní. Der Standort des erloschenen Dorfes ist heute durch eine Baumgruppe erkennbar.

## Entwicklung der Einwohnerzahl
| Jahr | Einwohnerzahl |
| ---- | ------------- |
| 1869 | 81            |
| 1880 | 65            |
| 1890 | 57            |
| 1900 | 61            |

| Jahr | Einwohnerzahl |
| ---- | ------------- |
| 1910 | 62            |
| 1921 | 50            |
| 1930 | 54            |
| 1950 | 0             |

| Jahr | Einwohnerzahl |
| ---- | ------------- |
| 1961 | 3             |
| 1970 | 0             |

## Sehenswürdigkeiten
- Burgruine Hasištejn, südöstlich von Úbočí
- Naturpark Údolí Prunéřovský potok
- Naturreservat Kokrháč, südlich am Prunéřovský potok
- Naturdenkmal Břízy ojcovské u Volyně, südwestlich von Úbočí
- Naturdenkmal Volyňský vrch, südlich von Úbočí